# بیدرا
بیدرا (به اسپانیایی: Vidrà) یک شهرستان در اسپانیا است که در خرنا واقع شده‌است.

## خصوصیات
بیدرا ۳۴٫۳ کیلومترمربع مساحت و ۱۷۹ نفر جمعیت دارد و ۹۸۲ متر بالاتر از سطح دریا واقع شده‌است.